# Bletia tamayoana
Bletia tamayoana är en orkidéart som beskrevs av S.Rosillo och Saltero. Bletia tamayoana ingår i släktet Bletia och familjen orkidéer. Inga underarter finns listade i Catalogue of Life.